# Angela Behelle
Œuvres principales
- La Société (2012)
- Voisin, voisine (2014)
- Au bonheur de ces dames (2015)
- Demandez-moi la lune ! (2015)
- Le caméléon (2016)
- Les terres du Dalahar (2016)
- La fille du square (2019)
- Crois-en moi (2022)

Angela Behelle, née le 5 octobre 1971 à Auchel, est une romancière française.

## Biographie
Originaire du Pas-de-Calais, Angela Behelle poursuit des études de droit à Lille et réside actuellement dans l'Yonne,. Très jeune, elle est animée par la passion de l'écriture,, mais elle ne passera le cap de l'édition que tardivement .
Détestant la vulgarité  trop souvent associée à la littérature érotique,, elle est l'auteure de romans sentimentaux publiés notamment chez J'ai lu, Flammarion-Pygmalion, aux Éditions Leduc, France Loisirs et aux Éditions Blanche,.
En juin 2012, elle publie une saga érotique évoquant la vie d'une société secrète créée par des hommes influents souhaitant donner libre cours à tous leurs désirs. Rapidement, cette histoire déclenche la polémique sur les réseaux sociaux. En 2013, La Société, série en dix volumes, est éditée en livre de poche aux Éditions J'ai lu et des rumeurs infondées d'adaptation cinématographique enthousiasment les fans de la série ,,.
En 2017, un premier spin-off prolonge l'univers particulier de ses personnages .
Les arcanes du pouvoir et ses faiblesses quand il s'agit d'intérêts privés et de faveurs personnelles constituent un thème récurrent chez l'écrivain qui se plaît à dépeindre des femmes s'assumant seules, y compris dans leur sexualité, ou dont la fragilité apparente révèle souvent un potentiel érotique et une détermination insoupçonnés,.
En 2015, l'auteure prend son propre contre-pied et se glisse dans la peau d'un homme pour aborder l'initiation d'un jeune puceau, brillant étudiant en Lettres, Jérémy . La plantureuse Claudia, une libraire âgée de 39 ans, décelant très tôt chez lui l'appel d'un destin insoupçonné, le guide alors dans un parcours initiatique qui le révèle à lui-même. Son éditeur, Franck Spengler, définit l'ouvrage comme un "mix initiatique entre Bel Ami et Madame Claude". Loin de toute polémique cette fois, l'Élection présidentielle française de 2017 offre un écho amusant à ce roman érotique. En 2018, l'acteur Benoit Berthon prête sa voix à la version audio de ce roman, Au bonheur de ces dames. Ce titre, paru au catalogue des Éditions Blanche de la maison Hugo & Cie, est l'un des premiers à intégrer la toute nouvelle collection Libido chez Audible.com.
Une information provenant de la blogosphère dévoile qu'elle publie également sous un autre nom de plume, Sylvie Barret,. Rédemption est sa première duologie.

### La sagaLa Société

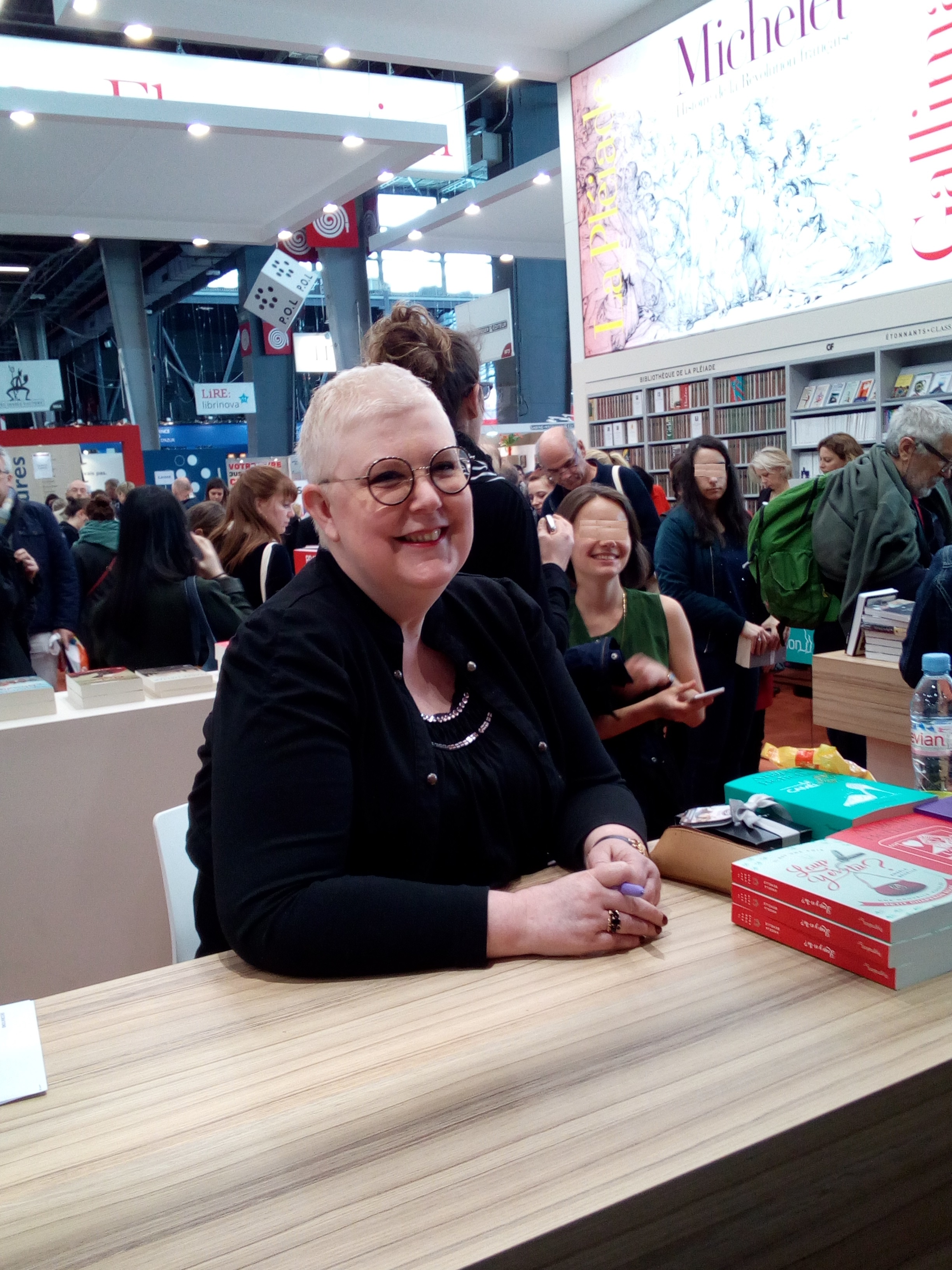
Livre Paris 2019

- Qui de nous deux ?, Paris, J'ai lu, coll. « Librio », 2013  (ISBN 978-2-290-07599-9)
- Mission Azerty, Paris, J'ai lu, coll. « Librio », 2014  (ISBN 978-2-290-07704-7)
- À votre service, Paris, J'ai lu, coll. « Librio », 2014  (ISBN 978-2-290-07705-4)
- La Gardienne de l'Oméga, Paris, J'ai lu, coll. « Librio », 2014  (ISBN 978-2-290-10094-3)
- L'Inspiration d’émeraude, Paris, J'ai lu, coll. « Librio », 2015  (ISBN 978-2-290-10095-0)
- La Fille du boudoir, Paris, J'ai lu, coll. « Librio », 2016  (ISBN 978-2-290-10096-7)
- Sur la gamme, Paris, J'ai lu, coll. « Librio », 2016  (ISBN 978-2-290-11952-5)
- Le Premier Pas, Paris, J'ai lu, coll. « Fantasme Poche », 2017  (ISBN 978-2-290-11953-2)
- Secrets diplomatiques, Paris, J'ai lu, coll. « Fantasme Poche », 2017  (ISBN 978-2-290-11954-9)
- Paris-New York, Paris, J'ai lu, coll. « Fantasme Poche », 2017  (ISBN 978-2-290-11957-0)

### Spin-offs deLa Société
- L'Enjeu, Paris, Flammarion-Pygmalion, coll. « Romans », 2017  (ISBN 978-2-7564-1890-2)
- Lucrèce Club, Paris, Flammarion-Pygmalion, coll. « Romans », 2019  (ISBN 978-2-7564-2221-3)

### Nouvelles deLa Société
- L'Alpha de l'Oméga, Paris, J'ai lu, coll. « Best », 2018
- Un conte d'auteurs, Paris, J'ai lu, coll. « Littérature érotique », 2019
- L'Héritage de l'Oméga, Paris, J'ai lu, coll. « Littérature sentimentale », 2019

### Romans

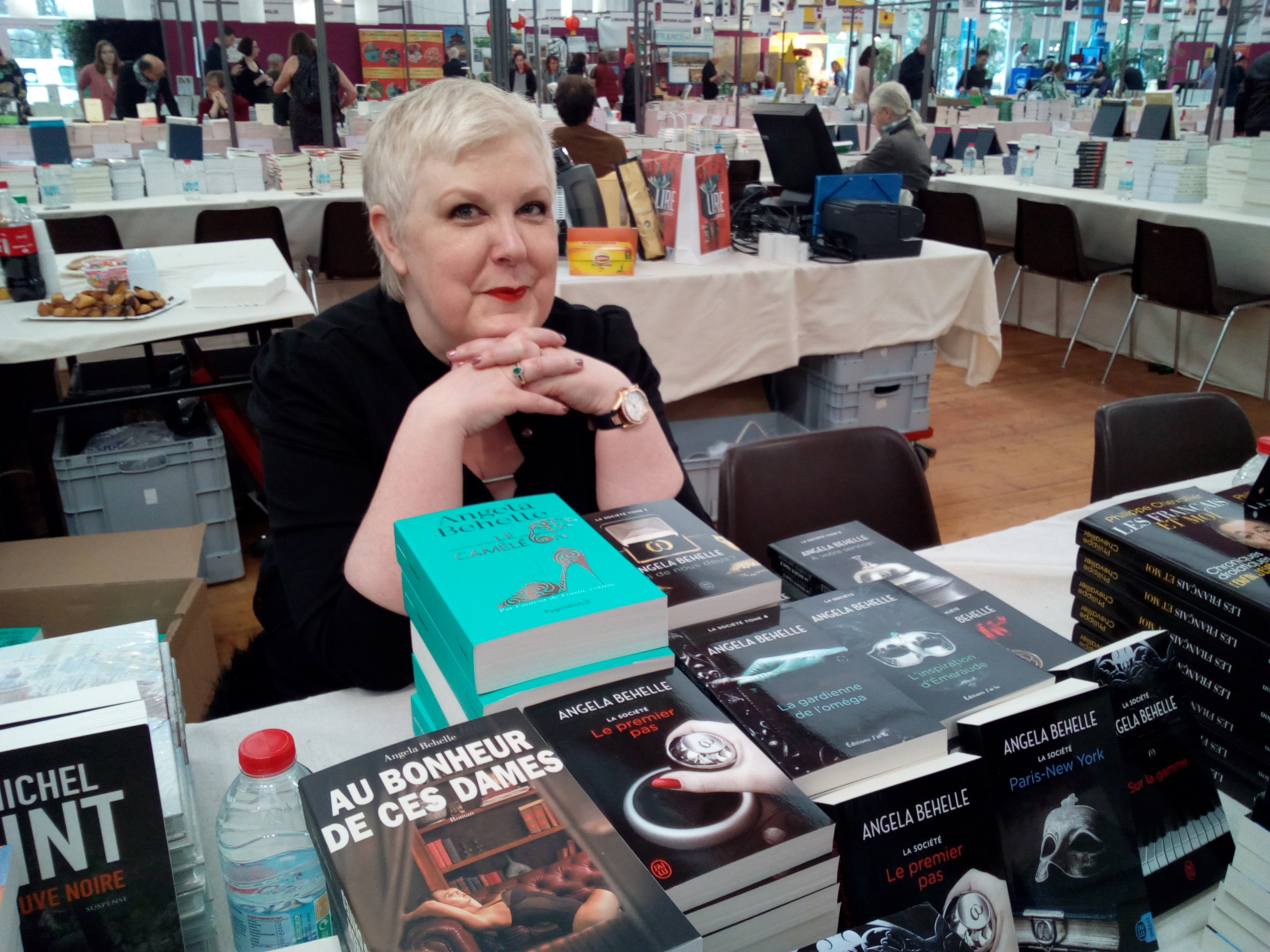
Lire à Limoges 2017

- Voisin, Voisine, Paris, J'ai lu, coll. « J'ai lu pour elle », 2014  (ISBN 978-2-290-09848-6)
- Au bonheur de ces dames, Paris, Éditions Blanche, coll. « Blanche », 2015  (ISBN 978-2-8462-8359-5) réédition, Paris, Juno Publishing, 2021  (ISBN 978-2-38228-194-9)
- Le Caméléon, Paris, Flammarion-Pygmalion, coll. « Romans », 2016  (ISBN 978-2-290-11957-0)
- Loup y es-tu?, Paris, Flammarion-Pygmalion, coll. « Il est une fois », 2018  (ISBN 978-2-7564-2218-3)
- La fille du square, Paris, Leduc.s Éditions-Diva Romance, 2019  (ISBN 978-2-36812-335-5)
- Souris-moi, Paris, Juno Publishing, 2021  (ISBN 978-2-38228-095-9)
- Crois-en moi, Paris, Juno Publishing, 2022  (ISBN 978-2-38440-059-1)

### Exclusivement en numérique
- L'amour aveugle, Juno Publishing, 2023

### Sous le pseudonyme de Sylvie Barret
- Demandez-moi la lune !, Paris, J'ai lu, coll. « J'ai lu pour elle », 2015  (ISBN 978-2-290-09909-4)
- Les Terres du Dalahar, Paris, J'ai lu, coll. « Darklight », 2016  (ISBN 978-2290122358)
- L'Éclat du soleil : Rédemption, Paris, Les éditions Bookmark, coll. « Teen Spirit », 2021  (ISBN 979-10-381-1808-9)
- Le Porteur de lumière : Rédemption 2, Paris, Les éditions Bookmark, coll. « Teen Spirit », 2022  (ISBN 979-10-381-1795-2)

### Livres audio
- Angela Behelle (auteur) et Benoit Berthon (narrateur), Au bonheur de ces dames, Paris, Audible, 13 février 2018, 455 p. (ISBN 978-2-84628-359-5)Support:livre audio (durée : 13 h 9 min, texte intégral)
- Angela Behelle (auteur), Christine Braconnier (narratrice) et Julien Allouf (narrateur), La Fille du square, Paris, Audible, 9 janvier 2019, 283 p. (ISBN 978-2-36812-335-5, BNF 45663828)Support:livre audio (durée : 6 h 38 min, texte intégral)